# Francesco Benussi
Francesco Benussi (Mestre, 15 ottobre 1981) è un allenatore di calcio ed ex calciatore italiano, di ruolo portiere.

## Carriera

### Carriera

#### Inizi al Venezia
La sua carriera da professionista comincia nella stagione 1999-2000, quando debutta in Serie A a 18 anni con la maglia Venezia, disputando dalla 27ª alla 33ª giornata di campionato. L'esordio è datato 26 marzo 2000 nella partita Piacenza-Venezia finita 2-2. A fine campionato la squadra veneta del Presidente Maurizio Zamparini retrocede in Serie B. Gioca anche una partita di Coppa Italia subendo 2 reti.

#### Prestiti a Lumezzane, Ascoli e Arezzo
Viene quindi mandato a fare esperienza in Serie C1, prima con il Lumezzane dove colleziona 16 presenze su un totale di 34 giornate al primo anno solo due gettoni in campionato e 3 in Coppa Italia nella stagione successiva poiché a settembre del 2001 si trasferisce all'Ascoli dove gioca 2 partite da titolare dando quindi il suo contributo alla vittoria del campionato di Serie C1 2001-2002.
Rientrato al Venezia per la stagione 2002-2003, dopo 3 presenze e 4 reti subite in campionato e 2 presenze con 3 reti al passivo in Coppa Italia, a gennaio passa all'Arezzo, concludendo la stagione con ulteriori 14 presenze.

#### Il ritorno al Venezia e il passaggio al Lecce
Tornato ancora al Venezia, disputa 9 partite della stagione regolare, le 2 partite di play-out della Serie B 2003-2004 e 3 partite di Coppa Italia. Nella stagione successiva gioca 34 partite su 42 in campionato e 3 in Coppa Italia.
Nell'estate 2005, dopo il fallimento del Venezia, passa al Lecce a paramentro zero, da svincolato. Nel suo primo campionato con la squadra giallorossa, che lo vede ritornare sui campi della massima serie, disputa 14 partite da titolare (su 15 gettoni totali) nella parte centrale della stagione, a causa dell'infortunio del portiere titolare Vincenzo Sicignano; ristabilitosi il portiere titolare, Benussi riprende il suo posto in panchina e non ha più possibilità di mettersi in luce nel corso della stagione. Nella stagione 2006-2007, con la squadra salentina retrocessa nel frattempo in Serie B, diventa il portiere titolare dopo la cessione di Sicignano al ChievoVerona, e gioca 17 partite in campionato ed una in Coppa Italia prima del trasferimento al Siena nella sessione invernale del calciomercato 2007, in uno scambio di prestiti con il pariruolo Nicola Pavarini.

#### Siena e di nuovo Lecce
Nella formazione toscana ricopre il ruolo di secondo portiere alle spalle del titolare Alexander Manninger, e non scende mai in campo. Il prestito al Siena termina alla fine della stagione, così torna alla squadra giallorossa, dove, pur partendo come riserva di Antonio Rosati all'inizio della stagione 2007-2008, diviene di nuovo titolare, inizialmente in seguito all'infortunio del compagno, dalla 18ª giornata in poi, ottenendo la promozione in Serie A al termine della stagione. Nel 2008-2009, dopo aver rinnovato il contratto fino al 2012 in agosto, è il portiere titolare del Lecce in Serie A, saltando solo 4 partite: disputa così 34 partite in campionato ed una in Coppa Italia.

#### Livorno
Il 12 agosto 2009, dopo la retrocessione dei giallorossi, passa in prestito con diritto di riscatto al Livorno, continuando quindi a militare in Serie A; per questa stagione indossa la maglia con un insolito numero 11, visto che il n° 99 da lui voluto era già occupato. Con i labronici esordisce durante la 9ª giornata di campionato contro la Roma in trasferta a causa dell'espulsione di Alfonso De Lucia, contribuendo alla vittoria con una buona prestazione. Sostituisce De Lucia anche nelle tre successive partite e infine il 31 gennaio a San Siro contro il Milan, quando gioca la sua ultima gara tra i pali del Livorno bloccando i tentativi dei rossoneri più volte, costretti al pari per 1-1. Chiude la stagione con 2 gettoni in Coppa Italia.

#### Palermo e prestito al Torino
(Francesco Benussi)
Il 1º febbraio 2010, ultimo giorno di calciomercato, viene ufficializzato lo scambio di prestiti tra Livorno e Palermo via Lecce: Benussi arriva in Sicilia, mentre il portiere brasiliano Rubinho va in Toscana. È il 16º portiere dell'era Zamparini, iniziata nel 2002, e ritrova Salvatore Sirigu come compagno di reparto, con cui aveva giocato ai tempi del Venezia. Non ottiene alcuna presenza nella stagione 2009-2010 del Palermo, poiché Sirigu è rimasto sempre tra i pali non accusando mai infortuni o subendo squalifiche; a fine stagione fa ritorno al Lecce per fine prestito venendo solo successivamente, in data 22 luglio 2010, tesserato a titolo definitivo dalla società rosanero, con cui firma un contratto triennale da 200.000 euro a stagione; il contratto viene depositato in Lega Calcio il 30 luglio.
Esordisce con la maglia del Palermo nella seconda giornata della fase a gironi di Europa League contro gli svizzeri del Losanna disputata il 30 settembre: la squadra ha vinto 1-0 e per lui si è trattato del debutto assoluto nelle competizioni europee, ben figurando.
Nella giornata successiva della competizione europea, disputata il 21 ottobre e persa per 3-0 contro i russi del CSKA Mosca, sul parziale di 0-0 procura un calcio di rigore per atterramento dell'avversario respingendo poi il tiro dal dischetto da parte di Vágner Love: per Benussi è stato il primo tiro dagli undici metri parato in Europa. Fino all'eliminazione della squadra rosanero, gioca 5 partite europee subendo 8 gol, rimanendo in panchina fin quando esordisce in campionato con il Palermo il 15 maggio 2011 sostituendo il titolare Salvatore Sirigu, nella trasferta contro la Sampdoria vinta per 2-1 e valevole per la 37ª giornata. Chiude quindi la stagione con 6 presenze e 9 reti subite.
Nella stagione 2011-2012 rimane secondo portiere alle spalle del greco Alexandros Tzorvas, acquistato dalla società nelle ultime battute del calciomercato estivo. Esordisce in campionato il 27 novembre 2011 nella partita vinta per 2-0 contro la Fiorentina e prenderà il ruolo di titolare nella gara successiva pareggiata 0-0 al Tardini di Parma, vista l'esclusione dai titolari del collega greco per problemi di comunicazione con i compagni. Aveva già preso il posto di titolare nelle gare di qualificazioni all'Europa League, dove il Palermo uscì contro il Thun tra luglio e agosto, in virtù dell'acquisto del Paris Saint-Germain del portiere precedentemente titolare Salvatore Sirigu. Rimane titolare fino all'acquisto, nel calciomercato invernale, di Emiliano Viviano; chiude pertanto la stagione in rosanero con 9 presenze e 12 gol subiti fra campionato ed Europa League.
Il 23 gennaio 2012 viene ceduto in prestito al Torino, in Serie B. Esordisce in maglia granata cinque giorni dopo, alla prima partita utile, ovvero in Varese-Torino (0-0) della 24ª giornata di campionato. A fine campionato ottiene la promozione in Serie A, dopo aver giocato 18 partite in campionato subendo 13 reti.
Scaduto il prestito, fa ritorno in Sicilia. Nella stagione 2012-2013 gioca la prima partita in Bologna (3-0) della 13ª giornata disputata il 18 novembre 2012, entrando in campo al 47' al posto di Massimo Donati, sul parziale di 2-0, per prendere il posto dell'espulso Samir Ujkani. A seguito dell'assenza di Fabrizio Miccoli per infortunio, delle sostituzioni di Massimo Donati e Franco Brienza e dell'espulsione di Édgar Barreto, in questa partita è stato il quarto capitano del Palermo, alla sua 16ª presenza assoluta in rosanero. La stagione si conclude con la retrocessione dei rosanero, sancita il 12 maggio 2013 dalla sconfitta esterna per 1-0 contro la Fiorentina della 37ª giornata. Nella seconda metà di stagione è stato il secondo di Stefano Sorrentino, chiudendo l'annata con 5 presenze in campionato, con 8 reti subite, e una presenza in Coppa Italia con due reti al passivo.
Il 24 luglio 2013 rescinde consensualmente il contratto con la società rosanero, che era in scadenza nel 2014.

#### Udinese ed Hellas Verona
Dopo aver rescisso col Palermo, il 26 luglio 2013 si accorda con l'Udinese. Non colleziona alcuna presenza nella stagione 2013-2014, caratterizzata da infortuni che lo hanno portato al quarto posto nella gerarchia dei portieri.
Il 30 agosto 2014 si trasferisce a titolo definitivo all'Hellas Verona. Esordisce il 14 dicembre contro l'Udinese sua ex squadra dato l'infortunio di Rafael.

#### Carpi
Svincolatosi dall'Hellas Verona, viene preso a parametro zero dal Carpi firmando un contratto di un anno con opzione per il secondo. Nelle gerarchie parte inizialmente secondo dietro al serbo Željko Brkić.
Il 16 agosto 2015 debutta con la nuova maglia nel terzo turno di Coppa Italia contro il Livorno mantenendo la porta inviolata (2-0). A causa delle non brillanti prestazioni di Brkic, diventa il primo portiere della squadra emiliana. Debutta in campionato il 16 settembre contro il Palermo (2-2). Tuttavia salta alcune partite per infortunio e viene sostituito da Brkic e da Vid Belec, torna in campo il 1º novembre nel match casalingo contro il Verona (0-0).

#### Vicenza
Il 27 gennaio 2016 la società L.R. Vicenza comunica è stata ufficialmente perfezionata la sottoscrizione di un contratto con opzione per la stagione 2016-2017. Complice un grave infortunio occorso al titolare Mauro Vigorito conquista quasi subito il posto da titolare, contribuendo alla salvezza della squadra veneta che a fine stagione gli rinnova il contratto.

#### Nazionale
Conta 6 presenze in Nazionale azzurra Under-18 e 3 presenze con l'Under-20, con la quale ha disputato Italia-Messico (1-0) del Torneo di Tolone 2000, nel quale ha partecipato come secondo portiere alle spalle di Generoso Rossi, e le altre due gare nel Torneo Internazionale di Madeira del 2001.
Nel biennio 2000-2002 ha fatto parte dell'Under-21, senza scendere mai in campo con questa selezione.

### Allenatore
Il 1 luglio 2020 entra a far parte del Venezia, come Preparatore dei portieri nell'Under-19 allenata da Andrea Soncin centrando per 3 volte le finali play off. 
Da novembre 2022 entra a far parte anche dello staff di Paolo Vanoli come assistente al preparatore dei portieri Marco Zuccher.
Il 21 Ottobre 2024 entra a far parte della Triestina come Allenatore dei portieri  della prima squadra che milita nel girone A di lega Pro.
A giugno 2025 consegue il diploma Uefa Goalkeeper A .
A Luglio 2025 diventa allenatore dei portieri dell'Hellas Verona U20 allenata da Paolo Sammarco .

## Statistiche

### Presenze e reti nei club
| Stagione         | Squadra          | Campionato       | Campionato | Campionato | Coppe nazionali | Coppe nazionali | Coppe nazionali | Coppe continentali | Coppe continentali | Coppe continentali | Altre coppe | Altre coppe | Altre coppe | Totale | Totale |
| Stagione         | Squadra          | Comp             | Pres       | Reti       | Comp            | Pres            | Reti            | Comp               | Pres               | Reti               | Comp        | Pres        | Reti        | Pres   | Reti   |
| ---------------- | ---------------- | ---------------- | ---------- | ---------- | --------------- | --------------- | --------------- | ------------------ | ------------------ | ------------------ | ----------- | ----------- | ----------- | ------ | ------ |
| 1999-2000        | Venezia          | A                | 7          | -12        | CI              | 1               | -2              | -                  | -                  | -                  | -           | -           | -           | 8      | -14    |
| 2000-2001        | Lumezzane        | C1               | 16         | -22        | CI-C            | 2               | -3              | -                  | -                  | -                  | -           | -           | -           | 18     | -25    |
| lug.-set. 2001   | Lumezzane        | C1               | 2          | -4         | CI+CI-C         | 3+0             | -2              | -                  | -                  | -                  | -           | -           | -           | 5      | -6     |
| Totale Lumezzane | Totale Lumezzane | Totale Lumezzane | 18         | -26        |                 | 5               | -5              |                    | -                  | -                  |             | -           | -           | 23     | -31    |
| set. 2001-2002   | Ascoli           | C1               | 2          | -4         | CI+CI-C         | 0+2             | -2              | -                  | -                  | -                  | SL-C1       | 0           | 0           | 4      | -6     |
| 2002-gen. 2003   | Venezia          | B                | 3          | -5         | CI              | 2               | -3              | -                  | -                  | -                  | -           | -           | -           | 5      | -8     |
| gen.-giu. 2003   | Arezzo           | C1               | 14         | -19        | CI+CI-C         | 0+4             | -2              | -                  | -                  | -                  | -           | -           | -           | 18     | -21    |
| 2003-2004        | Venezia          | B                | 9+2        | -15 + -1   | CI              | 3               | -3              | -                  | -                  | -                  | -           | -           | -           | 14     | -19    |
| 2004-2005        | Venezia          | B                | 34         | -42        | CI              | 3               | -5              | -                  | -                  | -                  | -           | -           | -           | 37     | -47    |
| Totale Venezia   | Totale Venezia   | Totale Venezia   | 53+2       | -74 + -1   |                 | 9               | -13             |                    | -                  | -                  |             | -           | -           | 64     | -88    |
| 2005-2006        | Lecce            | A                | 15         | -16        | CI              | 0               | 0               | -                  | -                  | -                  | -           | -           | -           | 15     | -16    |
| 2006-gen. 2007   | Lecce            | B                | 17         | -28        | CI              | 1               | -2              | -                  | -                  | -                  | -           | -           | -           | 18     | -30    |
| gen.-giu. 2007   | Siena            | A                | 0          | 0          | CI              | -               | -               | -                  | -                  | -                  | -           | -           | -           | 0      | 0      |
| 2007-2008        | Lecce            | B                | 23+4       | -14 + -2   | CI              | 0               | 0               | -                  | -                  | -                  | -           | -           | -           | 27     | -16    |
| 2008-2009        | Lecce            | A                | 34         | -57        | CI              | 1               | -1              | -                  | -                  | -                  | -           | -           | -           | 35     | -58    |
| Totale Lecce     | Totale Lecce     | Totale Lecce     | 89+4       | -115 + -2  |                 | 2               | -3              |                    | -                  | -                  |             | -           | -           | 95     | -120   |
| 2009-gen. 2010   | Livorno          | A                | 5          | -4         | CI              | 2               | -2              | -                  | -                  | -                  | -           | -           | -           | 7      | -6     |
| gen-giu. 2010    | Palermo          | A                | 0          | 0          | CI              | -               | -               | -                  | -                  | -                  | -           | -           | -           | 0      | 0      |
| 2010-2011        | Palermo          | A                | 1          | -1         | CI              | 0               | 0               | UEL                | 5                  | -8                 | -           | -           | -           | 6      | -9     |
| 2011-gen. 2012   | Palermo          | A                | 7          | -9         | CI              | 0               | 0               | UEL                | 2                  | -3                 | -           | -           | -           | 9      | -12    |
| gen.-giu. 2012   | Torino           | B                | 18         | -13        | CI              | -               | -               | -                  | -                  | -                  | -           | -           | -           | 18     | -13    |
| 2012-2013        | Palermo          | A                | 5          | -8         | CI              | 1               | -2              | -                  | -                  | -                  | -           | -           | -           | 6      | -10    |
| Totale Palermo   | Totale Palermo   | Totale Palermo   | 13         | -18        |                 | 1               | -2              |                    | 7                  | -11                |             | -           | -           | 21     | -31    |
| 2013-2014        | Udinese          | A                | 0          | 0          | CI              | 0               | 0               | UEL                | 0                  | 0                  | -           | -           | -           | 0      | 0      |
| 2014-2015        | Verona           | A                | 16         | -25        | CI              | 1               | 0               | -                  | -                  | -                  | -           | -           | -           | 17     | -25    |
| 2015-gen. 2016   | Carpi            | A                | 4          | -3         | CI              | 1               | 0               | -                  | -                  | -                  | -           | -           | -           | 5      | -3     |
| gen.-giu. 2016   | L.R. Vicenza     | B                | 12         | -14        | CI              | -               | -               | -                  | -                  | -                  | -           | -           | -           | 12     | -14    |
| 2016-2017        | L.R. Vicenza     | B                | 25         | -30        | CI              | 2               | -4              | -                  | -                  | -                  | -           | -           | -           | 27     | -34    |
| Totale Vicenza   | Totale Vicenza   | Totale Vicenza   | 37         | -44        |                 | 2               | -4              |                    | -                  | -                  |             | -           | -           | 39     | -48    |
| Totale carriera  | Totale carriera  | Totale carriera  | 269+6      | -345 + -3  |                 | 29              | -33             |                    | 7                  | -11                |             | -           | -           | 311    | -392   |

## Palmarès
- Campionato italiano Serie C1: 1

Ascoli: 2001-2002
- Supercoppa di Lega Serie C1: 1

Ascoli: 2002